# A Manchester City FC 2018–2019-es szezonja
Ez a szócikk a Manchester City FC 2018–2019-es szezonjáról szól, mely a 117. a fennállásuk óta, 90. az angol első osztályban és 22. a Premier League-ben. A klub a bajnokságban és a ligakupában címvédőként indul, a Bajnokok Ligájában pedig a csoportkörben kezdik meg a küzdelmeket.

## Mezek
| Hazai | Vendég | Harmadik |

## Játékosok

### Felnőtt keret
| #  |     | Poszt | Név             |
| -- | --- | ----- | --------------- |
| 1  | CHI | K     | Claudio Bravo   |
| 2  | ENG | V     | Kyle Walker     |
| 3  | BRA | V     | Danilo          |
| 4  | BEL | V     | Vincent Kompany |
| 5  | ENG | V     | John Stones     |
| 7  | ENG | CS    | Raheem Sterling |
| 8  | GER | KP    | İlkay Gündoğan  |
| 10 | ARG | CS    | Sergio Agüero   |
| 14 | FRA | V     | Aymeric Laporte |
| 17 | BEL | KP    | Kevin De Bruyne |
| 18 | ENG | KP    | Fabian Delph    |
| 19 | GER | CS    | Leroy Sané      |
| 20 | POR | KP    | Bernardo Silva  |

| #  |     | Poszt | Név                  |
| -- | --- | ----- | -------------------- |
| 21 | ESP | KP    | David Silva          |
| 22 | FRA | V     | Benjamin Mendy       |
| 25 | BRA | KP    | Fernandinho          |
| 26 | ALG | KP    | Rijad Mahrez         |
| 30 | ARG | V     | Nicolás Otamendi     |
| 31 | BRA | K     | Ederson Moraes       |
| 32 | ENG | K     | Daniel Grimshaw      |
| 33 | BRA | CS    | Gabriel Jesus        |
| 34 | NED | V     | Philippe Sandler     |
| 35 | UKR | KP    | Olekszandr Zincsenko |
| 47 | ENG | KP    | Phil Foden           |
| 49 | KOS | K     | Arijanet Murić       |

### Átigazolások

#### Érkezők
| Dátum         | Játékos          | Nemzetiség | Poszt       | Honnan         | Átigazolási összeg |
| ------------- | ---------------- | ---------- | ----------- | -------------- | ------------------ |
| 2018. 07. 10. | Rijad Mahrez     | algériai   | középpályás | Leicester City | £ 60 000 000       |
| 2018. 31. 31. | Philippe Sandler | holland    | hátvéd      | PEC Zwolle     | £ 2 600 000        |

Összes kiadás:  £ 62 600 000

#### Távozók
| Dátum         | Játékos       | Nemzetiség        | Poszt       | Hova               | Átigazolási összeg |
| ------------- | ------------- | ----------------- | ----------- | ------------------ | ------------------ |
| 2018. 06. 15. | Angeliño      | spanyol           | hátvéd      | PSV Eindhoven      | £ 5 000 000        |
| 2018. 07. 01. | Yaya Touré    | elefántcsontparti | középpályás | szerződés lejárt   | szerződés lejárt   |
| 2018. 07. 01. | Pablo Maffeo  | spanyol           | hátvéd      | VfB Stuttgart      | £ 9 000 000        |
| 2018. 07. 10. | Angus Gunn    | angol             | kapus       | Southampton FC     | £ 13 500 000       |
| 2018. 08. 07. | Joe Hart      | angol             | kapus       | Burnley FC         | £ 3 500 000        |
| 2018. 08. 21. | Jason Denayer | belga             | hátvéd      | Olympique Lyonnais | £ 5 800 000        |
| 2019. 01.07   | Brahim Díaz   | spanyol           | középpályás | Real Madrid CF     | £ 15 500 000       |

Összes bevétel:  £ 52 300 000

#### Kölcsönbe adott játékosok
| Dátumtól      | -ig           | Játékos          | Nemzetiség  | Poszt       | Hova                 |
| ------------- | ------------- | ---------------- | ----------- | ----------- | -------------------- |
| 2018. 01. 16. | 2018. 12. 31. | Marlos Moreno    | kolumbiai   | csatár      | Flamengo             |
| 2018. 07. 07. | 2019. 06. 30. | Manu García      | spanyol     | középpályás | Toulouse             |
| 2018. 07. 09. | 2019. 06. 30. | Aleix García     | spanyol     | középpályás | Girona               |
| 2018. 07. 31. | 2019. 06. 30. | Arijanet Muric   | montenegrói | kapus       | NAC Breda            |
| 2018. 08. 03. | 2019. 06. 30. | Tosin Adarabioyo | angol       | hátvéd      | West Bromwich Albion |
| 2018. 08. 09. | 2019. 06. 30. | Lucas Nmecha     | angol       | csatár      | Preston North End    |
| 2018. 08. 16. | 2019. 06. 30. | Patrick Roberts  | angol       | középpályás | Girona               |

## Stáb
| Tulajdonos              | HH Manszúr bin Zajed al-Nahjan |
| Elnök                   | Kaldun al-Mubarak              |
| Vezérigazgató (CEO)     | Ferran Soriano                 |
| Nem ügyvezető igazgatók | Simon Pearce                   |
| Nem ügyvezető igazgatók | Martin Edelman                 |
| Nem ügyvezető igazgatók | Mohamed al-Mazrouei            |
| Nem ügyvezető igazgatók | John Macbeath                  |
| Nem ügyvezető igazgatók | Alberto Galassi                |

| Vezetőedző             | Josep Guardiola   |
| Segédedzők             | Brian Kidd        |
| Segédedzők             | Mikel Arteta      |
| Segédedzők             | Rodolfo Borrell   |
| Kapusedző              | Xabier Mancisidor |
| Szakmai igazgató (DoF) | Txiki Begiristain |
| U21 edző (EDS)         | Paul Harsley      |

## Mérkőzések

### Barátságos találkozók
| 2018. július 20. 20:00 CST |

| Manchester City | 0 – 1               | Borussia Dortmund    |
| --------------- | ------------------- | -------------------- |
|                 | (0 – 1) Jegyzőkönyv | 28' (11-esből) Götze |

| Soldier Field, Chicago, USA Nézőszám: 34 629 Játékvezető: Armando Villarreal |

| 2018. július 25. 20:00 EST |

| Manchester City | 1 – 2               | Liverpool             |
| --------------- | ------------------- | --------------------- |
| Sané 57'        | (0 – 0) Jegyzőkönyv | 63' Szaláh 90+4' Mané |

| MetLife Stadium, East Rutherford, USA Nézőszám: 52 635 Játékvezető: Sorin Stoica |

| 2018. július 28. 19:00 EST |

| Bayern München         | 2 – 3               | Manchester City                     |
| ---------------------- | ------------------- | ----------------------------------- |
| Shabani 15' Robben 24' | (2 – 1) Jegyzőkönyv | 45+1' 70' Bernardo Silva 51' Nmecha |

| Hard Rock Stadion, Miami Gardens, USA Nézőszám: 29 195 Játékvezető: Ted Unkel |

| 2018. július 20. 20:00 CST |

| Manchester City | 0 – 1               | Borussia Dortmund    |
| --------------- | ------------------- | -------------------- |
|                 | (0 – 1) Jegyzőkönyv | 28' (11-esből) Götze |

| Soldier Field, Chicago, USA Nézőszám: 34 629 Játékvezető: Armando Villarreal |

| 2018. július 25. 20:00 EST |

| Manchester City | 1 – 2               | Liverpool             |
| --------------- | ------------------- | --------------------- |
| Sané 57'        | (0 – 0) Jegyzőkönyv | 63' Szaláh 90+4' Mané |

| MetLife Stadium, East Rutherford, USA Nézőszám: 52 635 Játékvezető: Sorin Stoica |

| 2018. július 28. 19:00 EST |

| Bayern München         | 2 – 3               | Manchester City                     |
| ---------------------- | ------------------- | ----------------------------------- |
| Shabani 15' Robben 24' | (2 – 1) Jegyzőkönyv | 45+1' 70' Bernardo Silva 51' Nmecha |

| Hard Rock Stadion, Miami Gardens, USA Nézőszám: 29 195 Játékvezető: Ted Unkel |

### Community Shield
| 2018. augusztus 5. 16:00 CEST |

| Chelsea | 0 – 2               | Manchester City |
| ------- | ------------------- | --------------- |
|         | (0 – 1) Jegyzőkönyv | Agüero 13' 58'  |

| Wembley Stadion, London Játékvezető: Jonathan Moss |

| 2018. augusztus 5. 16:00 CEST |

| Chelsea | 0 – 2               | Manchester City |
| ------- | ------------------- | --------------- |
|         | (0 – 1) Jegyzőkönyv | Agüero 13' 58'  |

| Wembley Stadion, London Játékvezető: Jonathan Moss |

### Bajnokság
| 2018. augusztus 11. 17:00 CEST 1. forduló |

| Arsenal | 0 – 2               | Manchester City           |
| ------- | ------------------- | ------------------------- |
|         | (0 – 1) Jegyzőkönyv | 14' Sterling 64' B. Silva |

| Emirates Stadion, London Nézőszám: 59 934 Játékvezető: Michael Oliver |

| 2018. augusztus 19. 14:30 CEST 2. forduló |

| Manchester City                                               | 6 – 1               | Huddersfield Town |
| ------------------------------------------------------------- | ------------------- | ----------------- |
| Agüero 25' 35' 75' Gabriel Jesus 31' D. Silva 48' Kongolo 84' | (3 – 1) Jegyzőkönyv | 43' Stanković     |

| City of Manchester Stadion, Manchester Nézőszám: 54 021 Játékvezető: Andre Marriner |

| 2018. augusztus 25. 13:30 CEST 3. forduló |

| Wolverhampton | 1 – 1               | Manchester City |
| ------------- | ------------------- | --------------- |
| Boly 57'      | (0 – 0) Jegyzőkönyv | 69' Laporte     |

| Molineux Stadion, Wolverhampton Nézőszám: 31 322 Játékvezető: Martin Atkinson |

| 2018. augusztus 11. 17:00 CEST 1. forduló |

| Arsenal | 0 – 2               | Manchester City           |
| ------- | ------------------- | ------------------------- |
|         | (0 – 1) Jegyzőkönyv | 14' Sterling 64' B. Silva |

| Emirates Stadion, London Nézőszám: 59 934 Játékvezető: Michael Oliver |

| 2018. augusztus 19. 14:30 CEST 2. forduló |

| Manchester City                                               | 6 – 1               | Huddersfield Town |
| ------------------------------------------------------------- | ------------------- | ----------------- |
| Agüero 25' 35' 75' Gabriel Jesus 31' D. Silva 48' Kongolo 84' | (3 – 1) Jegyzőkönyv | 43' Stanković     |

| City of Manchester Stadion, Manchester Nézőszám: 54 021 Játékvezető: Andre Marriner |

| 2018. augusztus 25. 13:30 CEST 3. forduló |

| Wolverhampton | 1 – 1               | Manchester City |
| ------------- | ------------------- | --------------- |
| Boly 57'      | (0 – 0) Jegyzőkönyv | 69' Laporte     |

| Molineux Stadion, Wolverhampton Nézőszám: 31 322 Játékvezető: Martin Atkinson |

| 2018. szeptember 1. 18:30 CEST 4. forduló |

| Manchester City        | 2 – 1               | Newcastle United |
| ---------------------- | ------------------- | ---------------- |
| Sterling 8' Walker 52' | (1 – 1) Jegyzőkönyv | 30' Yedlin       |

| City of Manchester Stadion, Manchester Nézőszám: 53 946 Játékvezető: Kevin Friend |

| 2018. szeptember 15. 16:00 CEST 5. forduló |

| Manchester City                   | 3 – 0               | Fulham |
| --------------------------------- | ------------------- | ------ |
| Sané 2' D. Silva 21' Sterling 47' | (2 – 0) Jegyzőkönyv |        |

| City of Manchester Stadion, Manchester Nézőszám: 53 307 Játékvezető: Stuart Attwell |

| 2018. szeptember 22. 16:00 CEST 6. forduló |

| Cardiff City | 0 – 5               | Manchester City                                     |
| ------------ | ------------------- | --------------------------------------------------- |
|              | (0 – 3) Jegyzőkönyv | 32' Agüero 35' B. Silva 44' Gündoğan 67' 89' Mahrez |

| Cardiff City Stadion, Cardiff Nézőszám: 32 321 Játékvezető: Michael Oliver |

| 2018. szeptember 29. 16:00 CEST 7. forduló |

| Manchester City         | 2 – 0               | Brighton & Hove Albion |
| ----------------------- | ------------------- | ---------------------- |
| Sterling 29' Agüero 65' | (1 – 0) Jegyzőkönyv |                        |

| City of Manchester Stadion, Manchester Nézőszám: 54 152 Játékvezető: Lee Mason |

| 2018. szeptember 1. 18:30 CEST 4. forduló |

| Manchester City        | 2 – 1               | Newcastle United |
| ---------------------- | ------------------- | ---------------- |
| Sterling 8' Walker 52' | (1 – 1) Jegyzőkönyv | 30' Yedlin       |

| City of Manchester Stadion, Manchester Nézőszám: 53 946 Játékvezető: Kevin Friend |

| 2018. szeptember 15. 16:00 CEST 5. forduló |

| Manchester City                   | 3 – 0               | Fulham |
| --------------------------------- | ------------------- | ------ |
| Sané 2' D. Silva 21' Sterling 47' | (2 – 0) Jegyzőkönyv |        |

| City of Manchester Stadion, Manchester Nézőszám: 53 307 Játékvezető: Stuart Attwell |

| 2018. szeptember 22. 16:00 CEST 6. forduló |

| Cardiff City | 0 – 5               | Manchester City                                     |
| ------------ | ------------------- | --------------------------------------------------- |
|              | (0 – 3) Jegyzőkönyv | 32' Agüero 35' B. Silva 44' Gündoğan 67' 89' Mahrez |

| Cardiff City Stadion, Cardiff Nézőszám: 32 321 Játékvezető: Michael Oliver |

| 2018. szeptember 29. 16:00 CEST 7. forduló |

| Manchester City         | 2 – 0               | Brighton & Hove Albion |
| ----------------------- | ------------------- | ---------------------- |
| Sterling 29' Agüero 65' | (1 – 0) Jegyzőkönyv |                        |

| City of Manchester Stadion, Manchester Nézőszám: 54 152 Játékvezető: Lee Mason |

| 2018. október 7. 17:30 CEST 8. forduló |

| Liverpool | 0 – 0               | Manchester City |
| --------- | ------------------- | --------------- |
|           | (0 – 0) Jegyzőkönyv |                 |

| Anfield Stadion, Liverpool Nézőszám: 52 117 Játékvezető: Martin Atkinson |

| 2018. október 20. 16:00 CEST 9. forduló |

| Manchester City                                             | 5 – 0               | Burnley |
| ----------------------------------------------------------- | ------------------- | ------- |
| Agüero 17' B. Silva 54' Fernandinho 56' Mahrez 83' Sané 90' | (1 – 0) Jegyzőkönyv |         |

| City of Manchester Stadion, Manchester Nézőszám: 54 094 Játékvezető: Jonathan Moss |

| 2018. október 29. 21:00 CET 10. forduló |

| Tottenham Hotspur | 0 – 1               | Manchester City |
| ----------------- | ------------------- | --------------- |
|                   | (0 – 1) Jegyzőkönyv | 6' Mahrez       |

| Wembley Stadion, London Nézőszám: 56 854 Játékvezető: Kevin Friend |

| 2018. október 7. 17:30 CEST 8. forduló |

| Liverpool | 0 – 0               | Manchester City |
| --------- | ------------------- | --------------- |
|           | (0 – 0) Jegyzőkönyv |                 |

| Anfield Stadion, Liverpool Nézőszám: 52 117 Játékvezető: Martin Atkinson |

| 2018. október 20. 16:00 CEST 9. forduló |

| Manchester City                                             | 5 – 0               | Burnley |
| ----------------------------------------------------------- | ------------------- | ------- |
| Agüero 17' B. Silva 54' Fernandinho 56' Mahrez 83' Sané 90' | (1 – 0) Jegyzőkönyv |         |

| City of Manchester Stadion, Manchester Nézőszám: 54 094 Játékvezető: Jonathan Moss |

| 2018. október 29. 21:00 CET 10. forduló |

| Tottenham Hotspur | 0 – 1               | Manchester City |
| ----------------- | ------------------- | --------------- |
|                   | (0 – 1) Jegyzőkönyv | 6' Mahrez       |

| Wembley Stadion, London Nézőszám: 56 854 Játékvezető: Kevin Friend |

| 2018. november 4. 16:00 CET 11. forduló |

| Manchester City                                                | 6 – 1               | Southampton         |
| -------------------------------------------------------------- | ------------------- | ------------------- |
| Hoedt 6' Agüero 12' D. Silva 18' Sterling 45+2' 67' Sané 90+1' | (4 – 1) Jegyzőkönyv | 30' (11-esből) Ings |

| City of Manchester Stadion, Manchester Nézőszám: 53 916 Játékvezető: Lee Mason |

| 2018. november 11. 17:30 CET 12. forduló |

| Manchester City                      | 3 – 1               | Manchester United      |
| ------------------------------------ | ------------------- | ---------------------- |
| D. Silva 12' Agüero 48' Gündoğan 86' | (1 – 0) Jegyzőkönyv | 58' (11-esből) Martial |

| City of Manchester Stadion, Manchester Nézőszám: 54 316 Játékvezető: Anthony Taylor |

| 2018. november 24. 16:00 CET 13. forduló |

| West Ham United | 0 – 4               | Manchester City                          |
| --------------- | ------------------- | ---------------------------------------- |
|                 | (0 – 2) Jegyzőkönyv | 11' D. Silva 19' Sterling 34' 90+3' Sané |

| London Stadion, London Nézőszám: 56 886 Játékvezető: Andre Marriner |

| 2018. november 4. 16:00 CET 11. forduló |

| Manchester City                                                | 6 – 1               | Southampton         |
| -------------------------------------------------------------- | ------------------- | ------------------- |
| Hoedt 6' Agüero 12' D. Silva 18' Sterling 45+2' 67' Sané 90+1' | (4 – 1) Jegyzőkönyv | 30' (11-esből) Ings |

| City of Manchester Stadion, Manchester Nézőszám: 53 916 Játékvezető: Lee Mason |

| 2018. november 11. 17:30 CET 12. forduló |

| Manchester City                      | 3 – 1               | Manchester United      |
| ------------------------------------ | ------------------- | ---------------------- |
| D. Silva 12' Agüero 48' Gündoğan 86' | (1 – 0) Jegyzőkönyv | 58' (11-esből) Martial |

| City of Manchester Stadion, Manchester Nézőszám: 54 316 Játékvezető: Anthony Taylor |

| 2018. november 24. 16:00 CET 13. forduló |

| West Ham United | 0 – 4               | Manchester City                          |
| --------------- | ------------------- | ---------------------------------------- |
|                 | (0 – 2) Jegyzőkönyv | 11' D. Silva 19' Sterling 34' 90+3' Sané |

| London Stadion, London Nézőszám: 56 886 Játékvezető: Andre Marriner |

| 2018. december 1. 16:00 CET 14. forduló |

| Manchester City                        | 3 – 1               | Bournemouth |
| -------------------------------------- | ------------------- | ----------- |
| B. Silva 16' Sterling 57' Gündoğan 79' | (1 – 1) Jegyzőkönyv | 44' Wilson  |

| City of Manchester Stadion, Manchester Nézőszám: 54 409 Játékvezető: Stuart Attwell |

| 2018. december 4. 21:00 CET 15. forduló |

| Watford      | 1 – 2               | Manchester City     |
| ------------ | ------------------- | ------------------- |
| Doucouré 85' | (0 – 1) Jegyzőkönyv | 40' Sané 51' Mahrez |

| Vicarage Road, Watford Nézőszám: 20 389 Játékvezető: Paul Tierney |

| 2018. december 8. 18:30 CET 16. forduló |

| Chelsea            | 2 – 0               | Manchester City |
| ------------------ | ------------------- | --------------- |
| Kanté 45' Luiz 78' | (1 – 0) Jegyzőkönyv |                 |

| Stamford Bridge, London Nézőszám: 40 571 Játékvezető: Michael Oliver |

| 2018. december 15. 13:30 CET 17. forduló |

| Manchester City                    | 3 – 1               | Everton           |
| ---------------------------------- | ------------------- | ----------------- |
| Gabriel Jesus 22' 50' Sterling 69' | (1 – 0) Jegyzőkönyv | 65' Calvert-Lewin |

| City of Manchester Stadion, Manchester Nézőszám: 54 173 Játékvezető: Craig Pawson |

| 2018. december 22. 16:00 CET 18. forduló |

| Manchester City            | 2 – 3               | Crystal Palace                                      |
| -------------------------- | ------------------- | --------------------------------------------------- |
| Gündoğan 27' De Bruyne 85' | (1 – 2) Jegyzőkönyv | 33' Schlupp 35' Townsend 51' (11-esből) Milivojević |

| City of Manchester Stadion, Manchester Nézőszám: 54 340 Játékvezető: Andre Marriner |

| 2018. december 26. 16:00 CET 19. forduló |

| Leicester City             | 2 – 1               | Manchester City        |
| -------------------------- | ------------------- | ---------------------- |
| Albrighton 19' Pereira 81' | (1 – 1) Jegyzőkönyv | 14' B. Silva 89′ Delph |

| King Power Stadion, Leicester Nézőszám: 32 090 Játékvezető: Mike Dean |

| 2018. december 30. 15:15 CET 20. forduló |

| Southampton      | 1 – 3               | Manchester City                           |
| ---------------- | ------------------- | ----------------------------------------- |
| Højbjerg 37' 85′ | (1 – 3) Jegyzőkönyv | 10' D. Silva 45' Ward-Prowse 45+3' Agüero |

| St. Mary Stadion, Southampton Játékvezető: Paul Tierney |

| 2018. december 1. 16:00 CET 14. forduló |

| Manchester City                        | 3 – 1               | Bournemouth |
| -------------------------------------- | ------------------- | ----------- |
| B. Silva 16' Sterling 57' Gündoğan 79' | (1 – 1) Jegyzőkönyv | 44' Wilson  |

| City of Manchester Stadion, Manchester Nézőszám: 54 409 Játékvezető: Stuart Attwell |

| 2018. december 4. 21:00 CET 15. forduló |

| Watford      | 1 – 2               | Manchester City     |
| ------------ | ------------------- | ------------------- |
| Doucouré 85' | (0 – 1) Jegyzőkönyv | 40' Sané 51' Mahrez |

| Vicarage Road, Watford Nézőszám: 20 389 Játékvezető: Paul Tierney |

| 2018. december 8. 18:30 CET 16. forduló |

| Chelsea            | 2 – 0               | Manchester City |
| ------------------ | ------------------- | --------------- |
| Kanté 45' Luiz 78' | (1 – 0) Jegyzőkönyv |                 |

| Stamford Bridge, London Nézőszám: 40 571 Játékvezető: Michael Oliver |

| 2018. december 15. 13:30 CET 17. forduló |

| Manchester City                    | 3 – 1               | Everton           |
| ---------------------------------- | ------------------- | ----------------- |
| Gabriel Jesus 22' 50' Sterling 69' | (1 – 0) Jegyzőkönyv | 65' Calvert-Lewin |

| City of Manchester Stadion, Manchester Nézőszám: 54 173 Játékvezető: Craig Pawson |

| 2018. december 22. 16:00 CET 18. forduló |

| Manchester City            | 2 – 3               | Crystal Palace                                      |
| -------------------------- | ------------------- | --------------------------------------------------- |
| Gündoğan 27' De Bruyne 85' | (1 – 2) Jegyzőkönyv | 33' Schlupp 35' Townsend 51' (11-esből) Milivojević |

| City of Manchester Stadion, Manchester Nézőszám: 54 340 Játékvezető: Andre Marriner |

| 2018. december 26. 16:00 CET 19. forduló |

| Leicester City             | 2 – 1               | Manchester City        |
| -------------------------- | ------------------- | ---------------------- |
| Albrighton 19' Pereira 81' | (1 – 1) Jegyzőkönyv | 14' B. Silva 89′ Delph |

| King Power Stadion, Leicester Nézőszám: 32 090 Játékvezető: Mike Dean |

| 2018. december 30. 15:15 CET 20. forduló |

| Southampton      | 1 – 3               | Manchester City                           |
| ---------------- | ------------------- | ----------------------------------------- |
| Højbjerg 37' 85′ | (1 – 3) Jegyzőkönyv | 10' D. Silva 45' Ward-Prowse 45+3' Agüero |

| St. Mary Stadion, Southampton Játékvezető: Paul Tierney |

| 2019. január 3. 21:00 CET 21. forduló |

| Manchester City     | 2 – 1               | Liverpool   |
| ------------------- | ------------------- | ----------- |
| Agüero 40' Sané 72' | (1 – 0) Jegyzőkönyv | 64' Firmino |

| City of Manchester Stadion, Manchester Nézőszám: 54 511 Játékvezető: Anthony Taylor |

| 2019. január 14. 21:00 CET 22. forduló |

| Manchester City                            | 3 – 0               | Wolverhampton Wanderers |
| ------------------------------------------ | ------------------- | ----------------------- |
| Gabriel Jesus 10' 39' (11-esből) Coady 78' | (2 – 0) Jegyzőkönyv | 19′ Boly                |

| City of Manchester Stadion, Manchester Nézőszám: 54 171 Játékvezető: Craig Pawson |

| 2019. január 20. 14:30 CET 23. forduló |

| Huddersfield Town | 0 – 3               | Manchester City                  |
| ----------------- | ------------------- | -------------------------------- |
|                   | (0 – 1) Jegyzőkönyv | 18' Danilo 54' Sterling 56' Sané |

| Kirklees Stadion, Huddersfield Nézőszám: 24 190 Játékvezető: Andre Marriner |

| 2019. január 29. 21:00 CET 24. forduló |

| Newcastle United       | 2 – 1               | Manchester City |
| ---------------------- | ------------------- | --------------- |
| Rondon 66' Ritchie 80' | (0 – 1) Jegyzőkönyv | 1' Agüero       |

| St James’ Park, Newcastle upon Tyne Nézőszám: 50 861 Játékvezető: Paul Tierney |

| 2019. január 3. 21:00 CET 21. forduló |

| Manchester City     | 2 – 1               | Liverpool   |
| ------------------- | ------------------- | ----------- |
| Agüero 40' Sané 72' | (1 – 0) Jegyzőkönyv | 64' Firmino |

| City of Manchester Stadion, Manchester Nézőszám: 54 511 Játékvezető: Anthony Taylor |

| 2019. január 14. 21:00 CET 22. forduló |

| Manchester City                            | 3 – 0               | Wolverhampton Wanderers |
| ------------------------------------------ | ------------------- | ----------------------- |
| Gabriel Jesus 10' 39' (11-esből) Coady 78' | (2 – 0) Jegyzőkönyv | 19′ Boly                |

| City of Manchester Stadion, Manchester Nézőszám: 54 171 Játékvezető: Craig Pawson |

| 2019. január 20. 14:30 CET 23. forduló |

| Huddersfield Town | 0 – 3               | Manchester City                  |
| ----------------- | ------------------- | -------------------------------- |
|                   | (0 – 1) Jegyzőkönyv | 18' Danilo 54' Sterling 56' Sané |

| Kirklees Stadion, Huddersfield Nézőszám: 24 190 Játékvezető: Andre Marriner |

| 2019. január 29. 21:00 CET 24. forduló |

| Newcastle United       | 2 – 1               | Manchester City |
| ---------------------- | ------------------- | --------------- |
| Rondon 66' Ritchie 80' | (0 – 1) Jegyzőkönyv | 1' Agüero       |

| St James’ Park, Newcastle upon Tyne Nézőszám: 50 861 Játékvezető: Paul Tierney |

| 2019. február 3. 17:30 CET 25. forduló |

| Manchester City   | 3 – 1               | Arsenal       |
| ----------------- | ------------------- | ------------- |
| Agüero 1' 44' 61' | (2 – 1) Jegyzőkönyv | 11' Koscielny |

| City of Manchester Stadion, Manchester Nézőszám: 54 483 Játékvezető: Martin Atkinson |

| 2019. február 6. 20:45 CET 27. forduló (előrehozott) |

| Everton | 0 – 2               | Manchester City                   |
| ------- | ------------------- | --------------------------------- |
|         | (0 – 1) Jegyzőkönyv | 45+2' Laporte 90+7' Gabriel Jesus |

| Goodison Park, Liverpool Nézőszám: 39 322 Játékvezető: Craig Pawson |

| 2019. február 10. 17:00 CET 26. forduló |

| Manchester City                                            | 6 – 0               | Chelsea |
| ---------------------------------------------------------- | ------------------- | ------- |
| Agüero 13' 19' 56' (11-esből) Sterling 4' 80' Gündoğan 25' | (4 – 0) Jegyzőkönyv |         |

| City of Manchester Stadion, Manchester Nézőszám: 54 452 Játékvezető: Mike Dean |

| 2019. február 27. 21:00 CET 28. forduló |

| Manchester City       | 1 – 0               | West Ham United |
| --------------------- | ------------------- | --------------- |
| Agüero 59' (11-esből) | (0 – 0) Jegyzőkönyv |                 |

| City of Manchester Stadion, Manchester Nézőszám: 53 528 Játékvezető: Stuart Attwell |

| 2019. február 3. 17:30 CET 25. forduló |

| Manchester City   | 3 – 1               | Arsenal       |
| ----------------- | ------------------- | ------------- |
| Agüero 1' 44' 61' | (2 – 1) Jegyzőkönyv | 11' Koscielny |

| City of Manchester Stadion, Manchester Nézőszám: 54 483 Játékvezető: Martin Atkinson |

| 2019. február 6. 20:45 CET 27. forduló (előrehozott) |

| Everton | 0 – 2               | Manchester City                   |
| ------- | ------------------- | --------------------------------- |
|         | (0 – 1) Jegyzőkönyv | 45+2' Laporte 90+7' Gabriel Jesus |

| Goodison Park, Liverpool Nézőszám: 39 322 Játékvezető: Craig Pawson |

| 2019. február 10. 17:00 CET 26. forduló |

| Manchester City                                            | 6 – 0               | Chelsea |
| ---------------------------------------------------------- | ------------------- | ------- |
| Agüero 13' 19' 56' (11-esből) Sterling 4' 80' Gündoğan 25' | (4 – 0) Jegyzőkönyv |         |

| City of Manchester Stadion, Manchester Nézőszám: 54 452 Játékvezető: Mike Dean |

| 2019. február 27. 21:00 CET 28. forduló |

| Manchester City       | 1 – 0               | West Ham United |
| --------------------- | ------------------- | --------------- |
| Agüero 59' (11-esből) | (0 – 0) Jegyzőkönyv |                 |

| City of Manchester Stadion, Manchester Nézőszám: 53 528 Játékvezető: Stuart Attwell |

| 2019. március 2. 16:00 CET 29. forduló |

| Bournemouth | 0 – 1               | Manchester City |
| ----------- | ------------------- | --------------- |
|             | (0 – 0) Jegyzőkönyv | 55' Mahrez      |

| Dean Court, Bournemouth Játékvezető: Kevin Friend |

| 2019. március 9. 18:30 CET 30. forduló |

| Manchester City      | 3 – 1               | Watford      |
| -------------------- | ------------------- | ------------ |
| Sterling 46' 50' 59' | (0 – 0) Jegyzőkönyv | 66' Deulofeu |

| City of Manchester Stadion, Manchester Nézőszám: 54 104 Játékvezető: Paul Tierney |

| 2019. március 30. 13:30 CET 32. forduló |

| Fulham | 0 – 2               | Manchester City        |
| ------ | ------------------- | ---------------------- |
|        | (0 – 2) Jegyzőkönyv | 5' B. Silva 55' Agüero |

| Craven Cottage, London Nézőszám: 25 001 Játékvezető: Kevin Friend |

| 2019. március 2. 16:00 CET 29. forduló |

| Bournemouth | 0 – 1               | Manchester City |
| ----------- | ------------------- | --------------- |
|             | (0 – 0) Jegyzőkönyv | 55' Mahrez      |

| Dean Court, Bournemouth Játékvezető: Kevin Friend |

| 2019. március 9. 18:30 CET 30. forduló |

| Manchester City      | 3 – 1               | Watford      |
| -------------------- | ------------------- | ------------ |
| Sterling 46' 50' 59' | (0 – 0) Jegyzőkönyv | 66' Deulofeu |

| City of Manchester Stadion, Manchester Nézőszám: 54 104 Játékvezető: Paul Tierney |

| 2019. március 30. 13:30 CET 32. forduló |

| Fulham | 0 – 2               | Manchester City        |
| ------ | ------------------- | ---------------------- |
|        | (0 – 2) Jegyzőkönyv | 5' B. Silva 55' Agüero |

| Craven Cottage, London Nézőszám: 25 001 Játékvezető: Kevin Friend |

| 2019. április 3. 20:45 CEST 33. forduló |

| Manchester City       | 2 – 0               | Cardiff City |
| --------------------- | ------------------- | ------------ |
| De Bruyne 6' Sané 44' | (2 – 0) Jegyzőkönyv |              |

| City of Manchester Stadion, Manchester Nézőszám: 53 559 Játékvezető: Jonathan Moss |

| 2019. április 14. 15:05 CEST 34. forduló |

| Crystal Palace  | 1 – 3               | Manchester City                    |
| --------------- | ------------------- | ---------------------------------- |
| Milivojević 81' | (0 – 1) Jegyzőkönyv | 15' 63' Sterling 90' Gabriel Jesus |

| Selhurst Park, London Nézőszám: 25 721 Játékvezető: Martin Atkinson |

| 2019. április 20. 13:30 CEST 35. forduló |

| Manchester City | 1 – 0               | Tottenham Hotspur |
| --------------- | ------------------- | ----------------- |
| Foden 5'        | (1 – 0) Jegyzőkönyv |                   |

| City of Manchester Stadion, Manchester Nézőszám: 54 489 Játékvezető: Michael Oliver |

| 2019. április 24. 21:00 CEST 31. forduló (elhalasztott) |

| Manchester United | 0 – 2               | Manchester City       |
| ----------------- | ------------------- | --------------------- |
|                   | (0 – 0) Jegyzőkönyv | 54' B. Silva 66' Sané |

| Old Trafford, Manchester Nézőszám: 74 431 Játékvezető: Andre Marriner |

| 2019. április 28. 15:05 CEST 36. forduló |

| Burnley | 0 – 1               | Manchester City |
| ------- | ------------------- | --------------- |
|         | (0 – 0) Jegyzőkönyv | 63' Agüero      |

| Turf Moor, Burnley Nézőszám: 21 605 Játékvezető: Paul Tierney |

| 2019. április 3. 20:45 CEST 33. forduló |

| Manchester City       | 2 – 0               | Cardiff City |
| --------------------- | ------------------- | ------------ |
| De Bruyne 6' Sané 44' | (2 – 0) Jegyzőkönyv |              |

| City of Manchester Stadion, Manchester Nézőszám: 53 559 Játékvezető: Jonathan Moss |

| 2019. április 14. 15:05 CEST 34. forduló |

| Crystal Palace  | 1 – 3               | Manchester City                    |
| --------------- | ------------------- | ---------------------------------- |
| Milivojević 81' | (0 – 1) Jegyzőkönyv | 15' 63' Sterling 90' Gabriel Jesus |

| Selhurst Park, London Nézőszám: 25 721 Játékvezető: Martin Atkinson |

| 2019. április 20. 13:30 CEST 35. forduló |

| Manchester City | 1 – 0               | Tottenham Hotspur |
| --------------- | ------------------- | ----------------- |
| Foden 5'        | (1 – 0) Jegyzőkönyv |                   |

| City of Manchester Stadion, Manchester Nézőszám: 54 489 Játékvezető: Michael Oliver |

| 2019. április 24. 21:00 CEST 31. forduló (elhalasztott) |

| Manchester United | 0 – 2               | Manchester City       |
| ----------------- | ------------------- | --------------------- |
|                   | (0 – 0) Jegyzőkönyv | 54' B. Silva 66' Sané |

| Old Trafford, Manchester Nézőszám: 74 431 Játékvezető: Andre Marriner |

| 2019. április 28. 15:05 CEST 36. forduló |

| Burnley | 0 – 1               | Manchester City |
| ------- | ------------------- | --------------- |
|         | (0 – 0) Jegyzőkönyv | 63' Agüero      |

| Turf Moor, Burnley Nézőszám: 21 605 Játékvezető: Paul Tierney |

| 2019. május 6. 21:00 CEST 37. forduló |

| Manchester City | 1 – 0               | Leicester City |
| --------------- | ------------------- | -------------- |
| Kompany 70'     | (1 – 0) Jegyzőkönyv |                |

| City of Manchester Stadion, Manchester Nézőszám: 54 506 Játékvezető: Mike Dean |

| 2019. május 12. 16:00 CEST 38. forduló |

| Brighton & Hove Albion | 1 – 4               | Manchester City                                |
| ---------------------- | ------------------- | ---------------------------------------------- |
| Murray 27'             | (1 – 2) Jegyzőkönyv | 28' Agüero 38' Laporte 63' Mahrez 72' Gündoğan |

| Amex Stadion, Brighton Nézőszám: 30 662 Játékvezető: Michael Oliver |

| 2019. május 6. 21:00 CEST 37. forduló |

| Manchester City | 1 – 0               | Leicester City |
| --------------- | ------------------- | -------------- |
| Kompany 70'     | (1 – 0) Jegyzőkönyv |                |

| City of Manchester Stadion, Manchester Nézőszám: 54 506 Játékvezető: Mike Dean |

| 2019. május 12. 16:00 CEST 38. forduló |

| Brighton & Hove Albion | 1 – 4               | Manchester City                                |
| ---------------------- | ------------------- | ---------------------------------------------- |
| Murray 27'             | (1 – 2) Jegyzőkönyv | 28' Agüero 38' Laporte 63' Mahrez 72' Gündoğan |

| Amex Stadion, Brighton Nézőszám: 30 662 Játékvezető: Michael Oliver |

#### Bajnoki tabella
| Hely. | Csapat                    | M  | Gy | D  | V  | G+ | G– | Gk  | P  | Továbbjutás vagy kiesés      |
| ----- | ------------------------- | -- | -- | -- | -- | -- | -- | --- | -- | ---------------------------- |
| 1.    | Manchester City CV (B, C) | 38 | 32 | 2  | 4  | 95 | 23 | +72 | 98 | Bajnokok Ligája-csoportkör   |
| 2.    | Liverpool                 | 38 | 30 | 7  | 1  | 89 | 22 | +67 | 97 | Bajnokok Ligája-csoportkör   |
| 3.    | Chelsea                   | 38 | 21 | 9  | 8  | 63 | 39 | +24 | 72 | Bajnokok Ligája-csoportkör   |
| 4.    | Tottenham Hotspur         | 38 | 23 | 2  | 13 | 67 | 39 | +28 | 71 | Bajnokok Ligája-csoportkör   |
| 5.    | Arsenal                   | 38 | 21 | 7  | 10 | 73 | 51 | +22 | 70 | Európa-liga-csoportkör       |
| 6.    | Manchester United         | 38 | 19 | 9  | 10 | 65 | 54 | +11 | 66 | Európa-liga-csoportkör       |
| 7.    | Wolverhampton Wanderers Ú | 38 | 16 | 9  | 13 | 47 | 46 | +1  | 57 | Európa-liga 2. selejtezőkör  |
| 8.    | Everton                   | 38 | 15 | 9  | 14 | 54 | 46 | +8  | 54 |                              |
| 9.    | Leicester City            | 38 | 15 | 7  | 16 | 51 | 48 | +3  | 52 |                              |
| 10.   | West Ham United           | 38 | 15 | 7  | 16 | 52 | 55 | −3  | 52 |                              |
| 11.   | Watford                   | 38 | 14 | 8  | 16 | 52 | 59 | −7  | 50 |                              |
| 12.   | Crystal Palace            | 38 | 14 | 7  | 17 | 51 | 53 | −2  | 49 |                              |
| 13.   | Newcastle United          | 38 | 12 | 9  | 17 | 42 | 48 | −6  | 45 |                              |
| 14.   | Bournemouth               | 38 | 13 | 6  | 19 | 56 | 70 | −14 | 45 |                              |
| 15.   | Burnley                   | 38 | 11 | 7  | 20 | 45 | 68 | −23 | 40 |                              |
| 16.   | Southampton               | 38 | 9  | 12 | 17 | 45 | 65 | −20 | 39 |                              |
| 17.   | Brighton & Hove Albion    | 38 | 9  | 9  | 20 | 35 | 60 | −25 | 36 |                              |
| 18.   | Cardiff City Ú (K)        | 38 | 10 | 4  | 24 | 34 | 69 | −35 | 34 | Kiesik az EFL Championshipbe |
| 19.   | Fulham Ú (K)              | 38 | 7  | 5  | 26 | 34 | 81 | −47 | 26 | Kiesik az EFL Championshipbe |
| 20.   | Huddersfield Town (K)     | 38 | 3  | 7  | 28 | 22 | 76 | −54 | 16 | Kiesik az EFL Championshipbe |

### FA-kupa
| 2019. január 6. 15:00 CET |

| Manchester City                                                                       | 7 – 0               | Rotherham United |
| ------------------------------------------------------------------------------------- | ------------------- | ---------------- |
| Sterling 12' Foden 43' Ajayi 45+1' Gabriel Jesus 52' Mahrez 73' Otamendi 78' Sané 85' | (3 – 0) Jegyzőkönyv |                  |

| City of Manchester Stadion, Manchester Nézőszám: 52 708 Játékvezető: David Coote |

| 2019. január 6. 15:00 CET |

| Manchester City                                                                       | 7 – 0               | Rotherham United |
| ------------------------------------------------------------------------------------- | ------------------- | ---------------- |
| Sterling 12' Foden 43' Ajayi 45+1' Gabriel Jesus 52' Mahrez 73' Otamendi 78' Sané 85' | (3 – 0) Jegyzőkönyv |                  |

| City of Manchester Stadion, Manchester Nézőszám: 52 708 Játékvezető: David Coote |

| 2019. január 26. 16:00 CET |

| Manchester City                                                       | 5 – 0               | Burnley |
| --------------------------------------------------------------------- | ------------------- | ------- |
| Gabriel Jesus 23' B. Silva 52' De Bruyne 61' Long 73' Agüero 11' (85) | (1 – 0) Jegyzőkönyv |         |

| City of Manchester Stadion, Manchester Nézőszám: 50 121 Játékvezető: Graham Scott |

| 2019. január 26. 16:00 CET |

| Manchester City                                                       | 5 – 0               | Burnley |
| --------------------------------------------------------------------- | ------------------- | ------- |
| Gabriel Jesus 23' B. Silva 52' De Bruyne 61' Long 73' Agüero 11' (85) | (1 – 0) Jegyzőkönyv |         |

| City of Manchester Stadion, Manchester Nézőszám: 50 121 Játékvezető: Graham Scott |

| 2019. február 16. 18:30 CET |

| Newport County | 1 – 4               | Manchester City                     |
| -------------- | ------------------- | ----------------------------------- |
| Amond 88'      | (1 – 0) Jegyzőkönyv | 51' Sané 75' 89' Foden 90+4' Mahrez |

| Newport Stadion, Newport Nézőszám: 9 680 Játékvezető: Andre Marriner |

| 2019. február 16. 18:30 CET |

| Newport County | 1 – 4               | Manchester City                     |
| -------------- | ------------------- | ----------------------------------- |
| Amond 88'      | (1 – 0) Jegyzőkönyv | 51' Sané 75' 89' Foden 90+4' Mahrez |

| Newport Stadion, Newport Nézőszám: 9 680 Játékvezető: Andre Marriner |

| 2019. március 16. 18:20 CET |

| Swansea City                     | 2 – 3               | Manchester City                       |
| -------------------------------- | ------------------- | ------------------------------------- |
| Grimes 20' (11-esből) Celina 29' | (2 – 0) Jegyzőkönyv | 69' B. Silva 78' Nordfeldt 88' Agüero |

| Liberty Stadion, Swansea Nézőszám: 20 498 Játékvezető: Andre Marriner |

| 2019. március 16. 18:20 CET |

| Swansea City                     | 2 – 3               | Manchester City                       |
| -------------------------------- | ------------------- | ------------------------------------- |
| Grimes 20' (11-esből) Celina 29' | (2 – 0) Jegyzőkönyv | 69' B. Silva 78' Nordfeldt 88' Agüero |

| Liberty Stadion, Swansea Nézőszám: 20 498 Játékvezető: Andre Marriner |

| 2019. április 6. 18:30 CEST |

| Manchester City  | 1 – 0               | Brighton & Hove Albion |
| ---------------- | ------------------- | ---------------------- |
| Gabriel Jesus 4' | (1 – 0) Jegyzőkönyv |                        |

| Wembley Stadion, London Nézőszám: 71 521 Játékvezető: Anthony Taylor |

| 2019. április 6. 18:30 CEST |

| Manchester City  | 1 – 0               | Brighton & Hove Albion |
| ---------------- | ------------------- | ---------------------- |
| Gabriel Jesus 4' | (1 – 0) Jegyzőkönyv |                        |

| Wembley Stadion, London Nézőszám: 71 521 Játékvezető: Anthony Taylor |

| 2019. május 18. 18:00 CEST |

| Manchester City                                                   | 6 – 0               | Watford |
| ----------------------------------------------------------------- | ------------------- | ------- |
| D. Silva 26' Gabriel Jesus 38' 68' De Bruyne 61' Sterling 81' 87' | (2 – 0) Jegyzőkönyv |         |

| Wembley Stadion, London Nézőszám: 85 854 Játékvezető: Kevin Friend |

| 2019. május 18. 18:00 CEST |

| Manchester City                                                   | 6 – 0               | Watford |
| ----------------------------------------------------------------- | ------------------- | ------- |
| D. Silva 26' Gabriel Jesus 38' 68' De Bruyne 61' Sterling 81' 87' | (2 – 0) Jegyzőkönyv |         |

| Wembley Stadion, London Nézőszám: 85 854 Játékvezető: Kevin Friend |

### Ligakupa
| 2018. szeptember 25. 20:45 CEST |

| Oxford United | 0 – 3               | Manchester City                          |
| ------------- | ------------------- | ---------------------------------------- |
|               | (0 – 1) Jegyzőkönyv | 36' Gabriel Jesus 78' Mahrez 90+2' Foden |

| Kassam Stadion, Oxford Nézőszám: 11 956 Játékvezető: Roger East |

| 2018. szeptember 25. 20:45 CEST |

| Oxford United | 0 – 3               | Manchester City                          |
| ------------- | ------------------- | ---------------------------------------- |
|               | (0 – 1) Jegyzőkönyv | 36' Gabriel Jesus 78' Mahrez 90+2' Foden |

| Kassam Stadion, Oxford Nézőszám: 11 956 Játékvezető: Roger East |

| 2018. november 1. 20:45 CET |

| Manchester City | 2 – 0               | Fulham |
| --------------- | ------------------- | ------ |
| Díaz 18' 65'    | (1 – 0) Jegyzőkönyv |        |

| City of Manchester Stadion, Manchester Nézőszám: 35 271 Játékvezető: Martin Atkinson |

| 2018. november 1. 20:45 CET |

| Manchester City | 2 – 0               | Fulham |
| --------------- | ------------------- | ------ |
| Díaz 18' 65'    | (1 – 0) Jegyzőkönyv |        |

| City of Manchester Stadion, Manchester Nézőszám: 35 271 Játékvezető: Martin Atkinson |

| 2018. december 18. 20:45 CET |

| Leicester City                 | 1 – 1                             | Manchester City                           |
| ------------------------------ | --------------------------------- | ----------------------------------------- |
| Albrighton 73'                 | (0 – 1, 1 – 1, 1 – 1) Jegyzőkönyv | 14' De Bruyne                             |
| Büntetőpárbaj                  |                                   |                                           |
| Maguire Fuchs Maddison Söyüncü | 1 – 3                             | Gündoğan Sterling Gabriel Jesus Zincsenko |

| King Power Stadion, Leicester Nézőszám: 24 644 Játékvezető: Lee Mason |

| 2018. december 18. 20:45 CET |

| Leicester City                 | 1 – 1                             | Manchester City                           |
| ------------------------------ | --------------------------------- | ----------------------------------------- |
| Albrighton 73'                 | (0 – 1, 1 – 1, 1 – 1) Jegyzőkönyv | 14' De Bruyne                             |
| Büntetőpárbaj                  |                                   |                                           |
| Maguire Fuchs Maddison Söyüncü | 1 – 3                             | Gündoğan Sterling Gabriel Jesus Zincsenko |

| King Power Stadion, Leicester Nézőszám: 24 644 Játékvezető: Lee Mason |

| 2019. január 9. 20:45 CET 1. mérkőzés |

| Manchester City                                                                          | 9 – 0               | Burton Albion |
| ---------------------------------------------------------------------------------------- | ------------------- | ------------- |
| De Bruyne 5' Gabriel Jesus 30' 34' 57' 65' Zincsenko 37' Foden 62' Walker 70' Mahrez 83' | (4 – 0) Jegyzőkönyv |               |

| City of Manchester Stadion, Manchester Nézőszám: 32 089 Játékvezető: Mike Dean |

| 2019. január 22. 20:45 CET 2. mérkőzés |

| Burton Albion | 0 – 1               | Manchester City |
| ------------- | ------------------- | --------------- |
|               | (0 – 1) Jegyzőkönyv | 26' Agüero      |

| Pirelli Stadion, Burton-on-Trent Nézőszám: 6 519 Játékvezető: Kevin Friend |

| 2019. január 9. 20:45 CET 1. mérkőzés |

| Manchester City                                                                          | 9 – 0               | Burton Albion |
| ---------------------------------------------------------------------------------------- | ------------------- | ------------- |
| De Bruyne 5' Gabriel Jesus 30' 34' 57' 65' Zincsenko 37' Foden 62' Walker 70' Mahrez 83' | (4 – 0) Jegyzőkönyv |               |

| City of Manchester Stadion, Manchester Nézőszám: 32 089 Játékvezető: Mike Dean |

| 2019. január 22. 20:45 CET 2. mérkőzés |

| Burton Albion | 0 – 1               | Manchester City |
| ------------- | ------------------- | --------------- |
|               | (0 – 1) Jegyzőkönyv | 26' Agüero      |

| Pirelli Stadion, Burton-on-Trent Nézőszám: 6 519 Játékvezető: Kevin Friend |

| 2019. február 24. 17:30 CET |

| Chelsea                                 | 0 – 0                             | Manchester City                        |
| --------------------------------------- | --------------------------------- | -------------------------------------- |
|                                         | (0 – 0, 0 – 0, 0 – 0) Jegyzőkönyv |                                        |
| Büntetőpárbaj                           |                                   |                                        |
| Jorginho Azpilicueta merson Luiz Hazard | 3 – 4                             | Gündoğan Agüero Sané B. Silva Sterling |

| Wembley Stadion, London Nézőszám: 81 775 Játékvezető: Jonathan Moss |

| 2019. február 24. 17:30 CET |

| Chelsea                                 | 0 – 0                             | Manchester City                        |
| --------------------------------------- | --------------------------------- | -------------------------------------- |
|                                         | (0 – 0, 0 – 0, 0 – 0) Jegyzőkönyv |                                        |
| Büntetőpárbaj                           |                                   |                                        |
| Jorginho Azpilicueta merson Luiz Hazard | 3 – 4                             | Gündoğan Agüero Sané B. Silva Sterling |

| Wembley Stadion, London Nézőszám: 81 775 Játékvezető: Jonathan Moss |

### Bajnokok Ligája
| 2018. szeptember 19. 21:00 CEST 1. forduló |

| Manchester City | 1 – 2               | Olympique Lyonnais   |
| --------------- | ------------------- | -------------------- |
| B. Silva 67'    | (0 – 2) Jegyzőkönyv | 26' Cornet 43' Fekir |

| City of Manchester Stadion, Manchester Nézőszám: 40 111 Játékvezető: Daniele Orsato (olasz) |

| 2018. október 2. 18:55 CEST 2. forduló |

| Hoffenheim  | 1 – 2               | Manchester City        |
| ----------- | ------------------- | ---------------------- |
| Belfodil 1' | (1 – 1) Jegyzőkönyv | 8' Agüero 87' D. Silva |

| Rhein-Neckar-Arena, Sinsheim Nézőszám: 24 851 Játékvezető: Damir Skomina (szlovén) |

| 2018. október 23. 21:00 CEST 3. forduló |

| Sahtar Doneck | 0 – 3               | Manchester City                       |
| ------------- | ------------------- | ------------------------------------- |
|               | (0 – 2) Jegyzőkönyv | 30' D. Silva 35' Laporte 71' B. Silva |

| Metaliszt stadion, Harkiv Nézőszám: 37 106 Játékvezető: Carlos Del Cerro (spanyol) |

| 2018. november 7. 21:00 CET 4. forduló |

| Manchester City                                                                | 6 – 0               | Sahtar Doneck |
| ------------------------------------------------------------------------------ | ------------------- | ------------- |
| D. Silva 13' Jesus 24' (11-esből) 72' (11-esből) 90+2' Sterling 49' Mahrez 84' | (2 – 0) Jegyzőkönyv |               |

| City of Manchester Stadion, Manchester Nézőszám: 52 286 Játékvezető: Kassai Viktor (magyar) |

| 2018. november 27. 21:00 CET 5. forduló |

| Olympique Lyonnais | 2 – 2               | Manchester City        |
| ------------------ | ------------------- | ---------------------- |
| Cornet 55' 81'     | (0 – 0) Jegyzőkönyv | 62' Laporte 83' Agüero |

| Parc Olympique Lyonnais, Lyon Játékvezető: Gianluca Rocchi (olasz) |

| 2018. december 12. 21:00 CET 6. forduló |

| Manchester City | 2 – 1               | Hoffenheim              |
| --------------- | ------------------- | ----------------------- |
| Sané 45+1' 61'  | (1 – 1) Jegyzőkönyv | 16' (11-esből) Kramarić |

| City of Manchester Stadion, Manchester Nézőszám: 50 411 Játékvezető: Andreas Ekberg (svéd) |

| Csapat          | M | Gy | D | V | G+ | G– | Gk  | P  |
| --------------- | - | -- | - | - | -- | -- | --- | -- |
| Manchester City | 6 | 4  | 1 | 1 | 16 | 6  | +10 | 13 |
| Lyon            | 6 | 1  | 5 | 0 | 12 | 11 | +1  | 8  |
| Sahtar Doneck   | 6 | 1  | 3 | 2 | 8  | 16 | –8  | 6  |
| Hoffenheim      | 6 | 0  | 3 | 2 | 11 | 14 | –3  | 3  |

|                 | MNC | LYO | SHK | HOF |
| --------------- | --- | --- | --- | --- |
| Manchester City | –   | 1–2 | 6–0 | 2–1 |
| Lyon            | 2–2 | –   | 2–2 | 2–2 |
| Sahtar Doneck   | 0–3 | 1–1 | –   | 2–2 |
| Hoffenheim      | 1–2 | 3–3 | 2–3 | –   |

| Csapat          | M | Gy | D | V | G+ | G– | Gk  | P  |
| --------------- | - | -- | - | - | -- | -- | --- | -- |
| Manchester City | 6 | 4  | 1 | 1 | 16 | 6  | +10 | 13 |
| Lyon            | 6 | 1  | 5 | 0 | 12 | 11 | +1  | 8  |
| Sahtar Doneck   | 6 | 1  | 3 | 2 | 8  | 16 | –8  | 6  |
| Hoffenheim      | 6 | 0  | 3 | 2 | 11 | 14 | –3  | 3  |

|                 | MNC | LYO | SHK | HOF |
| --------------- | --- | --- | --- | --- |
| Manchester City | –   | 1–2 | 6–0 | 2–1 |
| Lyon            | 2–2 | –   | 2–2 | 2–2 |
| Sahtar Doneck   | 0–3 | 1–1 | –   | 2–2 |
| Hoffenheim      | 1–2 | 3–3 | 2–3 | –   |

| 2018. szeptember 19. 21:00 CEST 1. forduló |

| Manchester City | 1 – 2               | Olympique Lyonnais   |
| --------------- | ------------------- | -------------------- |
| B. Silva 67'    | (0 – 2) Jegyzőkönyv | 26' Cornet 43' Fekir |

| City of Manchester Stadion, Manchester Nézőszám: 40 111 Játékvezető: Daniele Orsato (olasz) |

| 2018. október 2. 18:55 CEST 2. forduló |

| Hoffenheim  | 1 – 2               | Manchester City        |
| ----------- | ------------------- | ---------------------- |
| Belfodil 1' | (1 – 1) Jegyzőkönyv | 8' Agüero 87' D. Silva |

| Rhein-Neckar-Arena, Sinsheim Nézőszám: 24 851 Játékvezető: Damir Skomina (szlovén) |

| 2018. október 23. 21:00 CEST 3. forduló |

| Sahtar Doneck | 0 – 3               | Manchester City                       |
| ------------- | ------------------- | ------------------------------------- |
|               | (0 – 2) Jegyzőkönyv | 30' D. Silva 35' Laporte 71' B. Silva |

| Metaliszt stadion, Harkiv Nézőszám: 37 106 Játékvezető: Carlos Del Cerro (spanyol) |

| 2018. november 7. 21:00 CET 4. forduló |

| Manchester City                                                                | 6 – 0               | Sahtar Doneck |
| ------------------------------------------------------------------------------ | ------------------- | ------------- |
| D. Silva 13' Jesus 24' (11-esből) 72' (11-esből) 90+2' Sterling 49' Mahrez 84' | (2 – 0) Jegyzőkönyv |               |

| City of Manchester Stadion, Manchester Nézőszám: 52 286 Játékvezető: Kassai Viktor (magyar) |

| 2018. november 27. 21:00 CET 5. forduló |

| Olympique Lyonnais | 2 – 2               | Manchester City        |
| ------------------ | ------------------- | ---------------------- |
| Cornet 55' 81'     | (0 – 0) Jegyzőkönyv | 62' Laporte 83' Agüero |

| Parc Olympique Lyonnais, Lyon Játékvezető: Gianluca Rocchi (olasz) |

| 2018. december 12. 21:00 CET 6. forduló |

| Manchester City | 2 – 1               | Hoffenheim              |
| --------------- | ------------------- | ----------------------- |
| Sané 45+1' 61'  | (1 – 1) Jegyzőkönyv | 16' (11-esből) Kramarić |

| City of Manchester Stadion, Manchester Nézőszám: 50 411 Játékvezető: Andreas Ekberg (svéd) |

| Csapat          | M | Gy | D | V | G+ | G– | Gk  | P  |
| --------------- | - | -- | - | - | -- | -- | --- | -- |
| Manchester City | 6 | 4  | 1 | 1 | 16 | 6  | +10 | 13 |
| Lyon            | 6 | 1  | 5 | 0 | 12 | 11 | +1  | 8  |
| Sahtar Doneck   | 6 | 1  | 3 | 2 | 8  | 16 | –8  | 6  |
| Hoffenheim      | 6 | 0  | 3 | 2 | 11 | 14 | –3  | 3  |

|                 | MNC | LYO | SHK | HOF |
| --------------- | --- | --- | --- | --- |
| Manchester City | –   | 1–2 | 6–0 | 2–1 |
| Lyon            | 2–2 | –   | 2–2 | 2–2 |
| Sahtar Doneck   | 0–3 | 1–1 | –   | 2–2 |
| Hoffenheim      | 1–2 | 3–3 | 2–3 | –   |

| Csapat          | M | Gy | D | V | G+ | G– | Gk  | P  |
| --------------- | - | -- | - | - | -- | -- | --- | -- |
| Manchester City | 6 | 4  | 1 | 1 | 16 | 6  | +10 | 13 |
| Lyon            | 6 | 1  | 5 | 0 | 12 | 11 | +1  | 8  |
| Sahtar Doneck   | 6 | 1  | 3 | 2 | 8  | 16 | –8  | 6  |
| Hoffenheim      | 6 | 0  | 3 | 2 | 11 | 14 | –3  | 3  |

|                 | MNC | LYO | SHK | HOF |
| --------------- | --- | --- | --- | --- |
| Manchester City | –   | 1–2 | 6–0 | 2–1 |
| Lyon            | 2–2 | –   | 2–2 | 2–2 |
| Sahtar Doneck   | 0–3 | 1–1 | –   | 2–2 |
| Hoffenheim      | 1–2 | 3–3 | 2–3 | –   |

| 2019. február 20. 21:00 CET |

| Schalke 04                             | 2 – 3               | Manchester City                               |
| -------------------------------------- | ------------------- | --------------------------------------------- |
| Bentaleb 38' (11-esből) 45' (11-esből) | (2 – 1) Jegyzőkönyv | 18' Agüero 68′ Otamendi 85' Sané 90' Sterling |

| Veltins-Arena, Gelsenkirchen Nézőszám: 54 417 Játékvezető: Carlos del Cerro (spanyol) |

| 2019. március 12. 21:00 CET |

| Manchester City                                                                          | 7 – 0               | Schalke 04 |
| ---------------------------------------------------------------------------------------- | ------------------- | ---------- |
| Agüero 35' (11-esből) 38' Sané 42' Sterling 56' B. Silva 71' Foden 78' Gabriel Jesus 84' | (3 – 0) Jegyzőkönyv |            |

| City of Manchester Stadion, Manchester Nézőszám: 51 518 Játékvezető: Clément Turpin (francia) |

| 2019. február 20. 21:00 CET |

| Schalke 04                             | 2 – 3               | Manchester City                               |
| -------------------------------------- | ------------------- | --------------------------------------------- |
| Bentaleb 38' (11-esből) 45' (11-esből) | (2 – 1) Jegyzőkönyv | 18' Agüero 68′ Otamendi 85' Sané 90' Sterling |

| Veltins-Arena, Gelsenkirchen Nézőszám: 54 417 Játékvezető: Carlos del Cerro (spanyol) |

| 2019. március 12. 21:00 CET |

| Manchester City                                                                          | 7 – 0               | Schalke 04 |
| ---------------------------------------------------------------------------------------- | ------------------- | ---------- |
| Agüero 35' (11-esből) 38' Sané 42' Sterling 56' B. Silva 71' Foden 78' Gabriel Jesus 84' | (3 – 0) Jegyzőkönyv |            |

| City of Manchester Stadion, Manchester Nézőszám: 51 518 Játékvezető: Clément Turpin (francia) |

| 2019. április 9. 21:00 CEST |

| Tottenham Hotspur | 1 – 0               | Manchester City |
| ----------------- | ------------------- | --------------- |
| Szon 78'          | (0 – 0) Jegyzőkönyv |                 |

| Tottenham Hotspur Stadion, London Nézőszám: 60 044 Játékvezető: Björn Kuipers (holland) |

| 2019. április 17. 21:00 CEST |

| Manchester City                         | 4 – 3               | Tottenham Hotspur        |
| --------------------------------------- | ------------------- | ------------------------ |
| Sterling 4' 21' B. Silva 11' Agüero 59' | (3 – 2) Jegyzőkönyv | 7' 10' Szon 73' Llorente |

| City of Manchester Stadion, Manchester Nézőszám: 53 348 Játékvezető: Cüneyt Çakır (török) |

| 2019. április 9. 21:00 CEST |

| Tottenham Hotspur | 1 – 0               | Manchester City |
| ----------------- | ------------------- | --------------- |
| Szon 78'          | (0 – 0) Jegyzőkönyv |                 |

| Tottenham Hotspur Stadion, London Nézőszám: 60 044 Játékvezető: Björn Kuipers (holland) |

| 2019. április 17. 21:00 CEST |

| Manchester City                         | 4 – 3               | Tottenham Hotspur        |
| --------------------------------------- | ------------------- | ------------------------ |
| Sterling 4' 21' B. Silva 11' Agüero 59' | (3 – 2) Jegyzőkönyv | 7' 10' Szon 73' Llorente |

| City of Manchester Stadion, Manchester Nézőszám: 53 348 Játékvezető: Cüneyt Çakır (török) |

## Statisztikák

### Gólok
| #        | Nemz.    | Játékos              | Poszt       | PL | FA-kupa | Ligakupa | Szuperkupa | BL | Összesen |
| -------- | -------- | -------------------- | ----------- | -- | ------- | -------- | ---------- | -- | -------- |
| 10       | ARG      | Sergio Agüero        | csatár      | 21 | 2       | 1        | 2          | 6  | 32       |
| 7        | ENG      | Raheem Sterling      | csatár      | 17 | 3       | 0        | 0          | 5  | 25       |
| 20       | POR      | Bernardo Silva       | középpályás | 7  | 2       | 0        | 0          | 4  | 13       |
| 33       | BRA      | Gabriel Jesus        | csatár      | 7  | 5       | 5        | 0          | 4  | 21       |
| 21       | ESP      | David Silva          | középpályás | 6  | 1       | 0        | 0          | 3  | 10       |
| 14       | FRA      | Aymeric Laporte      | hátvéd      | 3  | 0       | 0        | 0          | 2  | 5        |
| 2        | ENG      | Kyle Walker          | hátvéd      | 1  | 0       | 1        | 0          | 0  | 2        |
| 19       | ENG      | Leroy Sané           | csatár      | 10 | 3       | 0        | 0          | 4  | 19       |
| 8        | GER      | İlkay Gündoğan       | középpályás | 6  | 0       | 0        | 0          | 0  | 6        |
| 26       | ALG      | Rijad Mahrez         | középpályás | 7  | 2       | 2        | 0          | 1  | 12       |
| 47       | ENG      | Phil Foden           | középpályás | 1  | 3       | 2        | 0          | 1  | 7        |
| 25       | BRA      | Fernandinho          | középpályás | 1  | 0       | 0        | 0          | 0  | 1        |
| 55       | ESP      | Brahim Díaz          | középpályás | 0  | 0       | 2        | 0          | 0  | 2        |
| 17       | BEL      | Kevin De Bruyne      | középpályás | 2  | 2       | 2        | 0          | 0  | 6        |
| 30       | ARG      | Nicolás Otamendi     | hátvéd      | 0  | 1       | 0        | 0          | 0  | 1        |
| 35       | UKR      | Olekszandr Zincsenko | középpályás | 0  | 0       | 1        | 0          | 0  | 1        |
| 3        | BRA      | Danilo               | középpályás | 1  | 0       | 0        | 0          | 0  | 1        |
| 4        | BEL      | Vincent Kompany      | középpályás | 1  | 0       | 0        | 0          | 0  | 1        |
| öngól    | öngól    | öngól                | öngól       | 4  | 3       | 0        | 0          | 0  | 7        |
| Összesen | Összesen | Összesen             | Összesen    | 95 | 26      | 16       | 2          | 30 | 168      |

### Lapok
| #        | Nemz.         | Játékos              | Poszt       | PL        | PL                                   | PL        | FA-kupa   | FA-kupa                              | FA-kupa   | Ligakupa  | Ligakupa                             | Ligakupa  | BL        | BL                                   | BL        | Összesen  | Összesen                             | Összesen  |
| #        | Nemz.         | Játékos              | Poszt       | Sárga lap | sárga lap · 2. sárga lap · kiállítva | kiállítva | Sárga lap | sárga lap · 2. sárga lap · kiállítva | kiállítva | Sárga lap | sárga lap · 2. sárga lap · kiállítva | kiállítva | Sárga lap | sárga lap · 2. sárga lap · kiállítva | kiállítva | Sárga lap | sárga lap · 2. sárga lap · kiállítva | kiállítva |
| -------- | ------------- | -------------------- | ----------- | --------- | ------------------------------------ | --------- | --------- | ------------------------------------ | --------- | --------- | ------------------------------------ | --------- | --------- | ------------------------------------ | --------- | --------- | ------------------------------------ | --------- |
| 7        | Anglia        | Raheem Sterling      | csatár      | 3         | 0                                    | 0         | 1         | 0                                    | 0         | 0         | 0                                    | 0         | 1         | 0                                    | 0         | 5         | 0                                    | 0         |
| 17       | Belgium       | Kevin De Bruyne      | középpályás | 2         | 0                                    | 0         | 0         | 0                                    | 0         | 0         | 0                                    | 0         | 0         | 0                                    | 0         | 2         | 0                                    | 0         |
| 4        | Belgium       | Vincent Kompany      | hátvéd      | 6         | 0                                    | 0         | 0         | 0                                    | 0         | 1         | 0                                    | 0         | 0         | 0                                    | 0         | 7         | 0                                    | 0         |
| 21       | Spanyolország | David Silva          | középpályás | 4         | 0                                    | 0         | 1         | 0                                    | 0         | 0         | 0                                    | 0         | 0         | 0                                    | 0         | 5         | 0                                    | 0         |
| 10       | Argentína     | Sergio Agüero        | csatár      | 4         | 0                                    | 0         | 0         | 0                                    | 0         | 0         | 0                                    | 0         | 2         | 0                                    | 0         | 6         | 0                                    | 0         |
| 25       | Brazília      | Fernandinho          | középpályás | 5         | 0                                    | 0         | 0         | 0                                    | 0         | 1         | 0                                    | 0         | 3         | 0                                    | 0         | 9         | 0                                    | 0         |
| 3        | Brazília      | Danilo               | hátvéd      | 1         | 0                                    | 0         | 1         | 0                                    | 0         | 1         | 0                                    | 0         | 1         | 0                                    | 0         | 4         | 0                                    | 0         |
| 30       | Argentína     | Nicolás Otamendi     | hátvéd      | 1         | 0                                    | 0         | 0         | 0                                    | 0         | 1         | 0                                    | 0         | 3         | 1                                    | 0         | 5         | 1                                    | 0         |
| 2        | Anglia        | Kyle Walker          | hátvéd      | 3         | 0                                    | 0         | 2         | 0                                    | 0         | 0         | 0                                    | 0         | 1         | 0                                    | 0         | 6         | 0                                    | 0         |
| 22       | Franciaország | Benjamin Mendy       | hátvéd      | 1         | 0                                    | 0         | 0         | 0                                    | 0         | 0         | 0                                    | 0         | 0         | 0                                    | 0         | 1         | 0                                    | 0         |
| 19       | Németország   | Leroy Sané           | csatár      | 1         | 0                                    | 0         | 0         | 0                                    | 0         | 0         | 0                                    | 0         | 0         | 0                                    | 0         | 1         | 0                                    | 0         |
| 14       | Franciaország | Aymeric Laporte      | hátvéd      | 3         | 0                                    | 0         | 1         | 0                                    | 0         | 0         | 0                                    | 0         | 1         | 0                                    | 0         | 5         | 0                                    | 0         |
| 31       | Brazília      | Ederson Moraes       | hátvéd      | 2         | 0                                    | 0         | 0         | 0                                    | 0         | 0         | 0                                    | 0         | 1         | 0                                    | 0         | 3         | 0                                    | 0         |
| 18       | Anglia        | Fabian Delph         | hátvéd      | 1         | 0                                    | 1         | 0         | 0                                    | 0         | 0         | 0                                    | 0         | 0         | 0                                    | 0         | 1         | 0                                    | 1         |
| 47       | Anglia        | Phil Foden           | középpályás | 0         | 0                                    | 0         | 0         | 0                                    | 0         | 1         | 0                                    | 0         | 0         | 0                                    | 0         | 1         | 0                                    | 0         |
| 8        | Németország   | İlkay Gündoğan       | középpályás | 3         | 0                                    | 0         | 0         | 0                                    | 0         | 1         | 0                                    | 0         | 0         | 0                                    | 0         | 4         | 0                                    | 0         |
| 5        | Anglia        | John Stones          | hátvéd      | 1         | 0                                    | 0         | 0         | 0                                    | 0         | 0         | 0                                    | 0         | 0         | 0                                    | 0         | 1         | 0                                    | 0         |
| 20       | Portugália    | Bernardo Silva       | középpályás | 1         | 0                                    | 0         | 0         | 0                                    | 0         | 0         | 0                                    | 0         | 0         | 0                                    | 0         | 1         | 0                                    | 0         |
| 26       | Algéria       | Rijad Mahrez         | csatár      | 0         | 0                                    | 0         | 0         | 0                                    | 0         | 0         | 0                                    | 0         | 1         | 0                                    | 0         | 1         | 0                                    | 0         |
| 33       | Brazília      | Gabriel Jesus        | csatár      | 1         | 0                                    | 0         | 0         | 0                                    | 0         | 0         | 0                                    | 0         | 0         | 0                                    | 0         | 1         | 0                                    | 0         |
| 35       | Ukrajna       | Olekszandr Zincsenko | középpályás | 1         | 0                                    | 0         | 0         | 0                                    | 0         | 0         | 0                                    | 0         | 1         | 0                                    | 0         | 2         | 0                                    | 0         |
| Összesen | Összesen      | Összesen             | Összesen    | 43        | 0                                    | 1         | 6         | 0                                    | 0         | 6         | 0                                    | 0         | 15        | 1                                    | 0         | 71        | 1                                    | 1         |

### Bajnoki helyezések fordulónként
| Forduló  | 1. | 2. | 3. | 4. | 5. | 6. | 7. | 8. | 9. | 10. | 11. | 12. | 13. | 14. | 15. | 16. | 17. | 18. | 19. |
| -------- | -- | -- | -- | -- | -- | -- | -- | -- | -- | --- | --- | --- | --- | --- | --- | --- | --- | --- | --- |
| Helyszín | I  | O  | I  | O  | O  | I  | O  | I  | O  | I   | O   | O   | I   | O   | I   | I   | O   | O   | I   |
| Eredmény | GY | GY | D  | GY | GY | GY | GY | D  | GY | GY  | GY  | GY  | GY  | GY  | GY  | V   | GY  | V   | V   |
| Helyezés | 3. | 1. | 5. | 4. | 3. | 2. | 1. | 1. | 1. | 1.  | 1.  | 1.  | 1.  | 1.  | 1.  | 2.  | 2.  | 2.  | 3.  |

| Forduló  | 20. | 21. | 22. | 23. | 24. | 25. | 27. | 26. | 28. | 29. | 30. | 32. | 33. | 34. | 35. | 31. | 36. | 37. | 38. |
| -------- | --- | --- | --- | --- | --- | --- | --- | --- | --- | --- | --- | --- | --- | --- | --- | --- | --- | --- | --- |
| Helyszín | I   | O   | O   | I   | I   | O   | I   | O   | O   | I   | O   | I   | O   | I   | O   | I   | I   | O   | I   |
| Eredmény | GY  | GY  | GY  | GY  | V   | GY  | GY  | GY  | GY  | GY  | GY  | GY  | GY  | GY  | GY  | GY  | GY  | GY  | GY  |
| Helyezés | 2.  | 2.  | 2.  | 2.  | 2.  | 2.  | 2.  | 2.  | 2.  | 1.  | 1.  | 1.  | 1.  | 1.  | 1.  | 1.  | 1.  | 1.  | 1.  |

Magyarázat
- GY: győzelem, D: döntetlen, V: vereség

### Kezdő 11
| Poz. | Név             | Kezdő | Egyéb kezdők                               |
| ---- | --------------- | ----- | ------------------------------------------ |
| K    | Ederson Moraes  | 55    | Claudio Bravo 1 Arijanet Murić 5           |
| V    | Kyle Walker     | 47    | Vincent Kompany 18 Olekszandr Zincsenko 27 |
| V    | John Stones     | 32    | Danilo 15 Philippe Sandler 1               |
| V    | Aymeric Laporte | 48    | Benjamin Mendy 14 Eric García Martret 3    |
| VKP  | Fernandinho     | 38    | Fabian Delph 13 Nicolás Otamendi 28        |
| KP   | Bernardo Silva  | 44    | İlkay Gündoğan 36                          |
| KP   | Kevin De Bruyne | 22    | Phil Foden 11                              |
| KP   | David Silva     | 44    | Brahim Díaz 3                              |
| KP   | Leroy Sané      | 30    | Ian Poveda 1                               |
| CS   | Sergio Agüero   | 41    | Rijad Mahrez 28                            |
| CS   | Raheem Sterling | 45    | Gabriel Jesus 21                           |

| Ederson Walker Stones Laporte Otamendi D. Silva B. Silva Fernandinho Sterling Sané Agüero |

## Díjak

### Premier LeagueA hónap játékosa
A Premier League szponzora választja minden hónapban
| Hónap    | City-játékos    |
| -------- | --------------- |
| November | Raheem Sterling |

### Premier LeagueA hónap edzője
A Premier League szponzora választja minden hónapban
|  | Hónap |
|  | ----- |

### EtihadA hónap játékosa
A szurkolóktól a legtöbb szavazatot kapott játékos
| Hónap      | Játékos         |
| ---------- | --------------- |
| Augusztus  | Sergio Agüero   |
| Szeptember | Sergio Agüero   |
| Október    | Rijad Mahrez    |
| November   | Raheem Sterling |
| December   | Bernardo Silva  |
| Január     | Sergio Agüero   |
| Február    |                 |
| Március    |                 |
| Április    |                 |
| Május      |                 |